# Todd Pearson
Todd Robert Pearson (Geraldton, 25 de noviembre de 1977) es un nadador australiano especializado en pruebas de estilo libre, donde consiguió ser campeón olímpico en 2000 en los 4 x 100 metros.

## Carrera deportiva
En los Juegos Olímpicos de Sídney 2000 ganó la medalla de oro en los relevos de 4 x 100 metros estilo libre, con un tiempo de 3:13.67 segundos que fue récord del mundo, por delante de Estados Unidos (plata) y Brasil (bronce).